# Conducto eléctrico

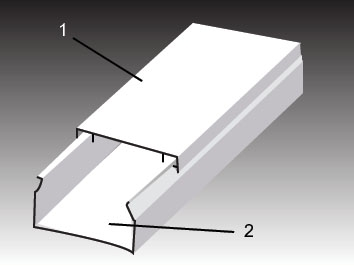
Canaleta o cubrecables para conducciones exteriores.

Una canaleta o conducto eléctrico es un sistema de tubería que se usa para la protección y el enrutamiento del cableado eléctrico. El conducto eléctrico puede estar hecho de metal, plástico, fibra o barro cocido. Los conductos flexibles están disponibles para propósitos especiales.
Una bandeja de cables es un diseño abierto de un canal de cable.
El conducto se instala generalmente por electricistas en el lugar de instalación del equipamiento eléctrico. Su uso, forma y detalles de instalación, se especifican a menudo por las regulaciones de cableado, como el National Electrical Code (NEC) de Estados Unidos u otro código nacional o local. El término "agente", se utiliza comúnmente por los electricistas para describir cualquier sistema que contiene conductores eléctricos, pero el término tiene una definición técnica más restrictiva cuando se utiliza en los reglamentos oficiales de cableado.

## Sección de un cable eléctrico

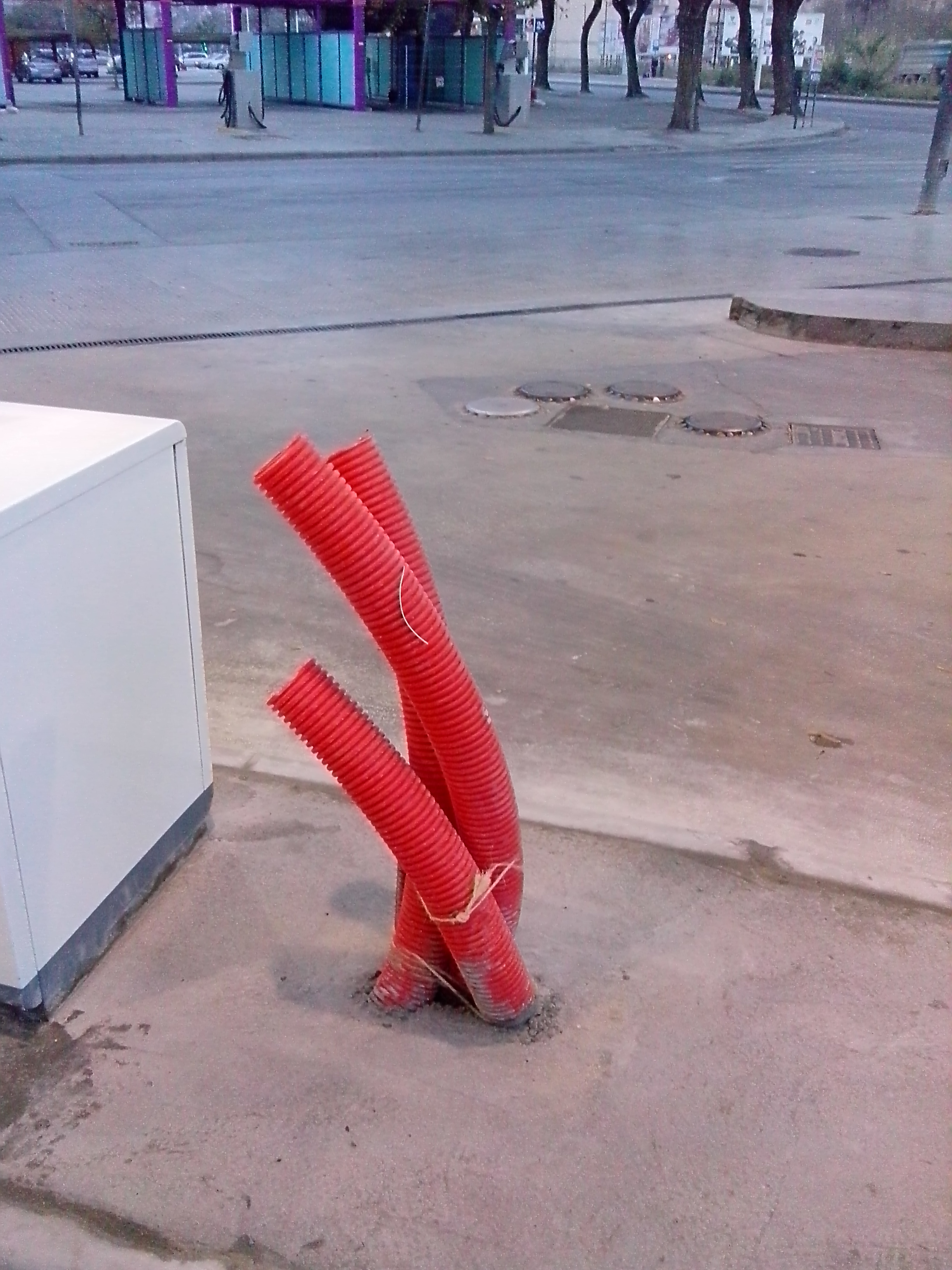
Tubos corrugados en una construcción, en el exterior.

La sección de un cable eléctrico es el área o superficie de conductor (parte metálica) que queda al descubierto con un corte de forma perpendicular a su longitud. Se calcula con la siguiente fórmula Área= π x r2, donde π es el número pi (3,14).
| Sección del cable (mm²) | Diámetro del cable (mm) |
| ----------------------- | ----------------------- |
| 1,5                     | 1,4                     |
| 2,5                     | 1,8                     |
| 4                       | 2,3                     |
| 6                       | 2,8                     |
| 10                      | 3,6                     |
| 16                      | 4,5                     |
| 25                      | 5,6                     |

Sobre la base de la sección, el cable puede soportar una determinada intensidad, que corresponde a una determinada potencia máxima.
| Sección del cable | Intensidad máxima (Amperios) | Potencia máxima en 12 Vcc (Watts) | Potencia máxima en 24 Vcc | Potencia máxima en 48 Vcc | Potencia máxima en 220 Vac |
| ----------------- | ---------------------------- | --------------------------------- | ------------------------- | ------------------------- | -------------------------- |
| 1,5               | 11                           | 132                               | 264                       | 528                       | 2420                       |
| 2,5               | 15                           | 180                               | 360                       | 720                       | 3300                       |
| 4                 | 20                           | 240                               | 480                       | 960                       | 4400                       |
| 6                 | 25                           | 300                               | 600                       | 1200                      | 5500                       |
| 10                | 34                           | 408                               | 816                       | 1632                      | 7480                       |
| 16                | 45                           | 540                               | 1080                      | 2160                      | 9900                       |
| 25                | 59                           | 708                               | 1416                      | 2832                      | 12980                      |

Por ejemplo, para cargadores de vehículos eléctricos, en plazas de garajes  de aparcamiento privados, se usan cables de 25 mm².

## Tubo duro
Las tuberías rígidas se utilizan para proteger cables, incluyendo cables eléctricos, fibra óptica, líneas telefónicas, etc. Generalmente se dividen en conductos metálicos y conductos no metálicos.
Metal:
El conducto metálico rígido (RMC) es un tubo roscado de pared gruesa, generalmente hecho de acero revestido, acero inoxidable o aluminio.
El conducto rígido galvanizado (GRC) es un tubo de acero galvanizado, con una pared lo suficientemente gruesa como para permitir su roscado. Sus aplicaciones comunes son en la construcción comercial e industrial. Está diseñado para proteger cables y conectores.
El conducto metálico intermedio (IMC) es un tubo de acero más pesado que el EMT, pero más ligero que el RMC. Puede ser roscado.
El conducto de aluminio, similar al conducto de acero galvanizado, es un tubo rígido, generalmente utilizado en aplicaciones comerciales e industriales donde se requiere una mayor resistencia a la corrosión. Tales ubicaciones incluyen plantas de procesamiento de alimentos, donde grandes cantidades de agua y productos químicos de limpieza harían que el conducto galvanizado no fuera adecuado. El aluminio no se puede empotrar directamente en el hormigón, ya que reacciona con los álcalis del cemento. El conducto puede recubrirse para evitar la corrosión por contacto accidental con el hormigón. El conducto de aluminio suele ser más económico que el de acero, además de tener un menor coste de mano de obra para su instalación, ya que un tramo de conducto de aluminio pesa aproximadamente un tercio del peso de un conducto de acero rígido del mismo tamaño.
No metálico
El conducto de PVC se ha considerado durante mucho tiempo el más ligero en comparación con los conductos de acero, y suele ser más económico que otros tipos de conducto. En la práctica eléctrica norteamericana, está disponible en trece tamaños y espesores de pared diferentes, siendo la variedad de pared delgada solo apta para empotrar en hormigón, y las de mayor espesor son aptas para enterramiento directo y trabajos expuestos. La mayoría de los accesorios fabricados para conductos metálicos también están disponibles en PVC. Este material plástico resiste la humedad y muchas sustancias corrosivas, pero como la tubería no es conductora, se debe introducir un conductor de conexión a tierra adicional en cada conducto. Los conductos de PVC se pueden calentar y doblar en el campo, utilizando herramientas de calentamiento especiales diseñadas para tal fin.

## Tubo corrugado

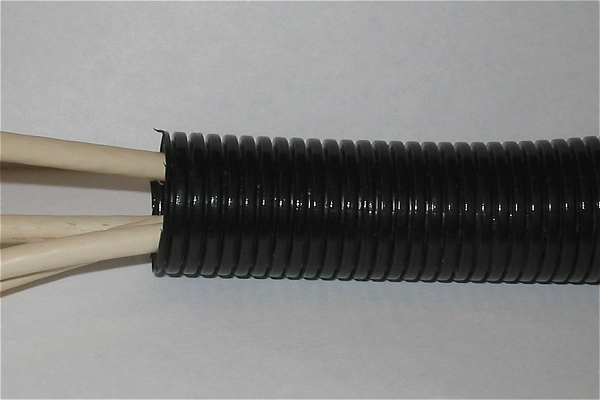
Tubo corrugado con cables eléctricos en su interior.

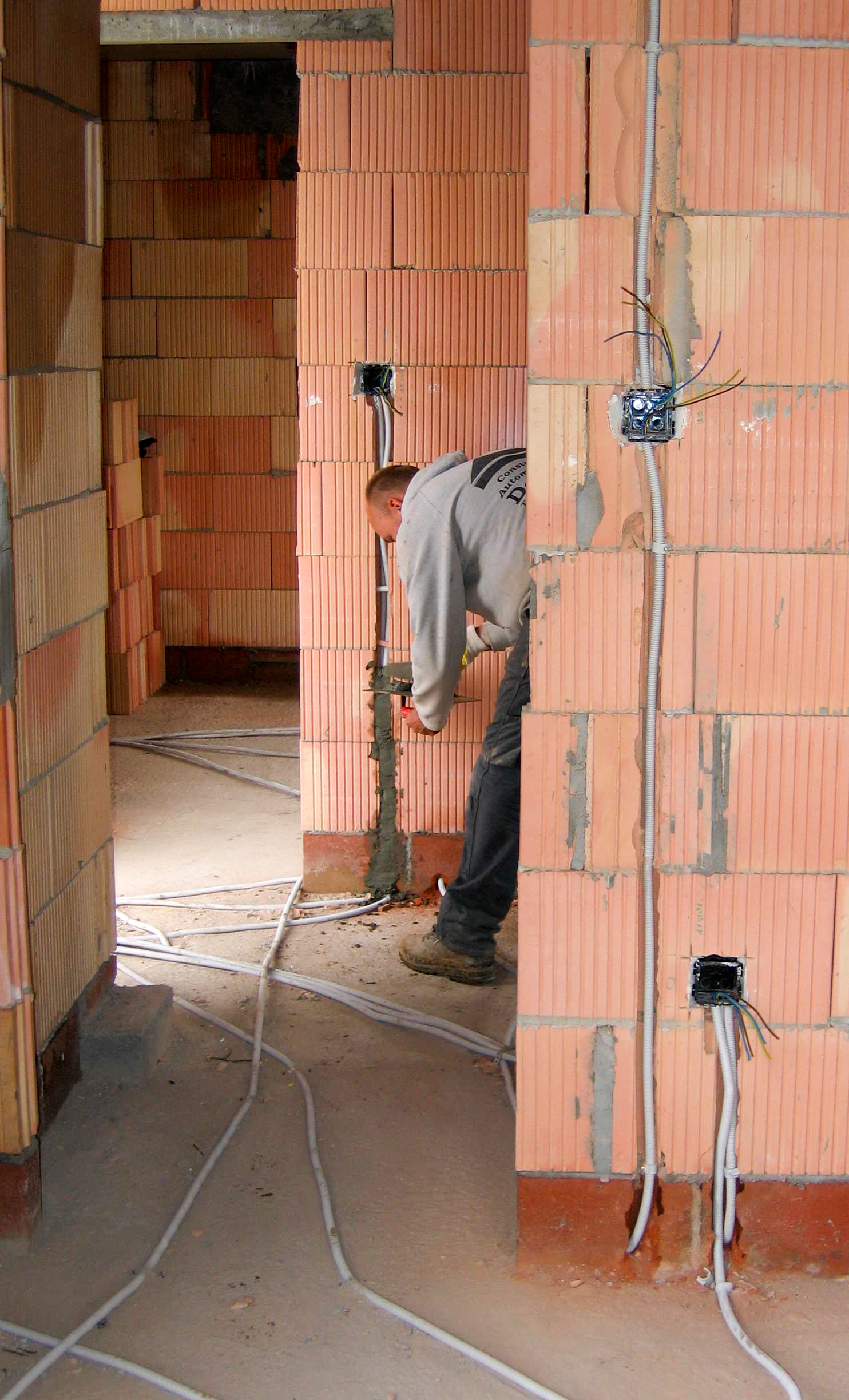
Montaje, en una vivienda, de una instalación eléctrica, en la que se observan las rozas donde se han empotrado los cables. La instalación puede hacerse también, en vez de por el suelo, por encima de un falso techo.

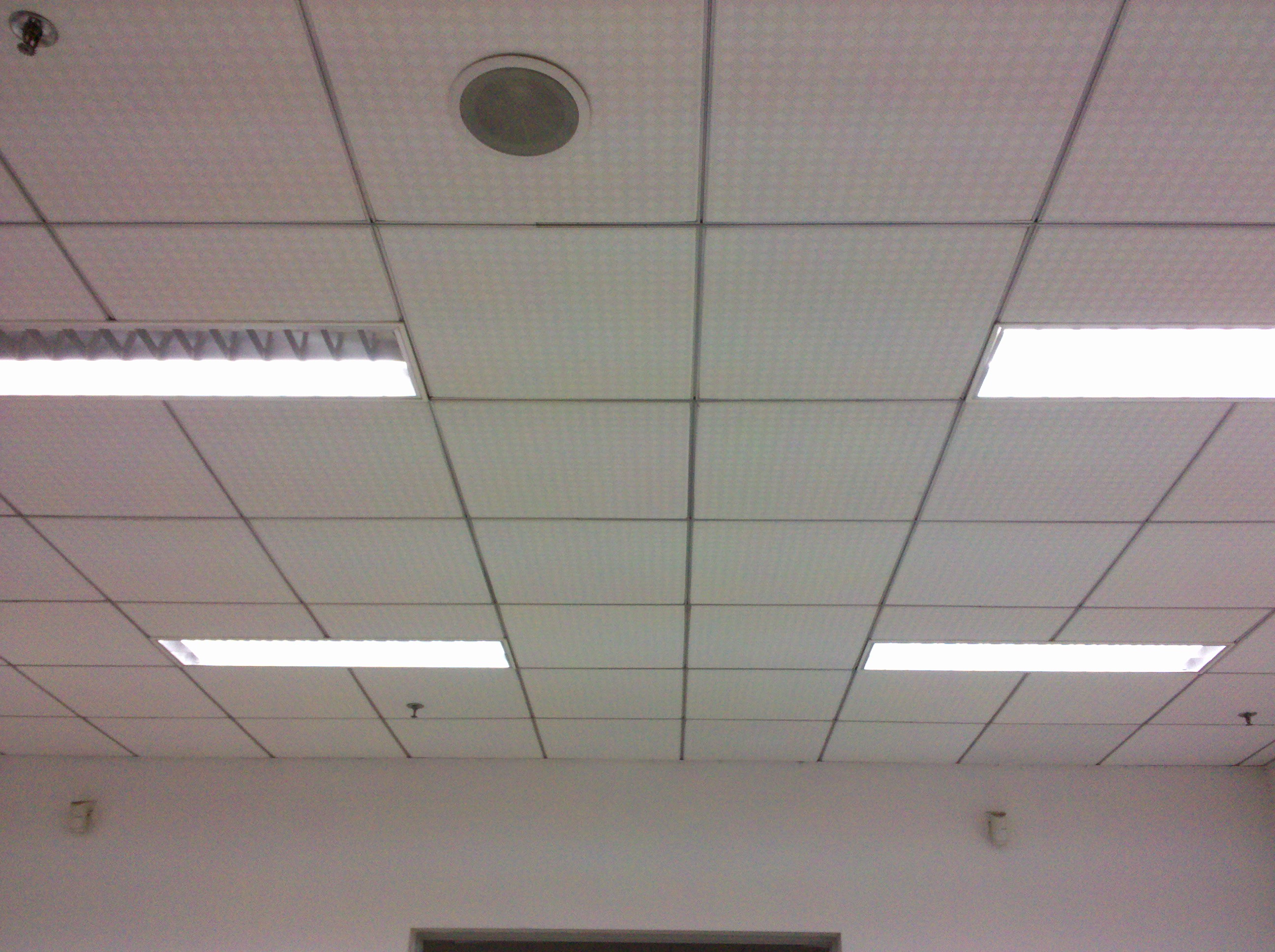
Falso techo.

Un tubo corrugado o tráquea es un tubo de plástico (PVC), que se utiliza como canal de instalación de cables eléctricos - energía, telecomunicaciones - para empotrarlos en la pared o en el techo, para enterrar o para poner en caja. El tubo corrugado posee una flexibilidad excepcional, lo que permite que atraviese fácilmente espacios reducidos, esquinas y obstáculos.
Los tubos corrugados para canalizaciones eléctricas suelen tener desde 12 a 250 mm, dependiendo de si son para canalizaciones aéreas o con tubos al aire o bien tubos en canalizaciones enterradas. Los diámetros exteriores mínimos de los tubos en función del número y la sección (mm²) de los conductores o cables a conducir, de acuerdo con el REBT (ITC-BT-21 "Instalaciones interiores o receptoras. Tubos y canales protectoras"):
| Diámetro mm | 1,5 mm² | 2,5 mm² | 4 mm² | 6 mm² |
| ----------- | ------- | ------- | ----- | ----- |
| 16          | 4       | 2       | 2     | 2     |
| 20          | 5       | 5       | 4     | 3     |
| 25          | 6       | 6       | 5     | 5     |
| 32          | 8       | 8       | 6     | 6     |

Los más habituales para una vivienda son los de 25 o de 32 mm.
Hay tubos corrugados con características y usos especiales, como los blindados (para montaje superficial, es decir, no empotrados), los inhalogenados (para una baja emisión de humos y gases corrosivos en caso de incendio), precableados, para instalación embebida en hormigón,
Por otro lado, el estándar internacional que siguen los tubos corrugados es el EN 61386-22:2005 / IEC 61386-22 ed1.0 (Sistemas de tubos para la conducción de cables. Parte 22: Requisitos particulares. Sistemas de tubos curvables).

## Guía pasacables
La guía pasacables o guía de electricista se utiliza para poner los cables dentro del tubo corrugado, sobre todo cuando se ha de hacer la instalación de un nuevo cable o sustituir uno antiguo.